# Credit One Charleston Open 2023
Credit One Charleston Open 2023 byl tenisový turnaj ženského profesionálního okruhu WTA Tour, hraný v areálu Family Circle Tennis Center. Jubilejní padesátý ročník Charleston Open probíhal mezi 3. až 9. dubnem 2023 v jihokarolínském Charlestonu. Jednalo se o největší výlučně ženskou událost v Severní Americe a jedinou hranou na zelené antuce.
Turnaj dotovaný 780 637 dolary patřil do kategorie WTA 500. Nejvýše nasazenou singlistkou se stala světová trojka Jessica Pegulaová ze Spojených států amerických, kterou v semifinále vyřadila obhájkyně trofeje Bencicová. Jako poslední přímá účastnice do dvouhry nastoupila americká 73. hráčka žebříčku Caty McNallyová. Titulárním partnerem se podruhé stal bankovní dům Credit One Bank se sídlem v Las Vegas. V důsledku invaze Ruska na Ukrajinu na konci února 2022 řídící organizace tenisu ATP, WTA a ITF s grandslamy rozhodly, že ruští a běloruští tenisté mohli dále na okruzích startovat, ale do odvolání nikoli pod vlajkami Ruska a Běloruska.
Čtvrtý singlový titul na okruhu WTA Tour a druhý na antuce získala Tunisanka Ons Džabúrová, která Bencicové oplatila finálovou porážku z předchozího ročníku. Čtyřhru vyhrály Američanky Danielle Collinsová s Desirae Krawczykovou, které získaly první společnou trofej.

## Rozdělení bodů a finančních odměn

### Rozdělení bodů
| Soutěž  | Soutěž | vítězky | finalistky | semifinalistky | čtvrtfinalistky | 16 v kole | 32 v kole | 56 v kole | Q  | Q2 | Q1 |
| ------- | ------ | ------- | ---------- | -------------- | --------------- | --------- | --------- | --------- | -- | -- | -- |
| dvouhra | [ 2 ]  | 470     | 305        | 185            | 100             | 55        | 30        | 1         | 25 | 13 | 1  |
| čtyřhra | [ 6 ]  | 470     | 305        | 185            | 100             | 1         | —         | —         | —  | —  | —  |

### Finanční odměny
| Soutěž                                | Soutěž      | vítězky   | finalistky | semifinalistky | čtvrtfinalistky | 16 v kole | 32 v kole | 56 v kole | Q2      | Q1      |
| ------------------------------------- | ----------- | --------- | ---------- | -------------- | --------------- | --------- | --------- | --------- | ------- | ------- |
| dvouhra                               | [ 2 ] [ 7 ] | 120 150 $ | 74 155 $   | 37 330 $       | 18 200 $        | 9 340 $   | 5 120 $   | 3 740 $   | 2 240 $ | 1 170 $ |
| čtyřhra                               | [ 6 ]       | 40 100 $  | 24 300 $   | 13 900 $       | 7 200 $         | 4 350 $   | —         | —         | —       | —       |
| částky ve čtyřhře jsou uváděny na pár |             |           |            |                |                 |           |           |           |         |         |

## Ženská dvouhra

### Nasazení
| Stát                           | Hráčka                   | WTA | Nasazení |
| ------------------------------ | ------------------------ | --- | -------- |
| USA                            | Jessica Pegulaová        | 3.  | 1.       |
| Tunisko                        | Ons Džabúrová            | 5.  | 2.       |
|                                | Darja Kasatkinová        | 8.  | 3        |
| Švýcarsko                      | Belinda Bencicová        | 9.  | 4.       |
|                                | Veronika Kuděrmetovová   | 11. | 5.       |
|                                | Viktoria Azarenková      | 16. | 6.       |
|                                | Jekatěrina Alexandrovová | 18. | 7.       |
| Polsko                         | Magda Linetteová         | 19. | 8.       |
| USA                            | Madison Keysová          | 21. | 9.       |
| Čína                           | Čang Šuaj                | 27. | 10.      |
| Ukrajina                       | Anhelina Kalininová      | 28. | 11.      |
| Španělsko                      | Paula Badosová           | 29. | 12.      |
| USA                            | Danielle Collinsová      | 30. | 13.      |
| Švýcarsko                      | Jil Teichmannová         | 32. | 14.      |
| Rumunsko                       | Irina-Camelia Beguová    | 34. | 15.      |
| Česko                          | Marie Bouzková           | 36. | 16.      |
| Žebříček WTA k 20. březnu 2023 |                          |     |          |

### Jiné formy účasti
Následující hráčky obdržely divokou kartu do hlavní soutěže:
- Fiona Crawleyová
- Caroline Dolehideová
- Sofia Keninová
- Emma Navarrová
- Elina Svitolinová

Následující hráčka nastoupila pod žebříčkovou ochranou: 
- Jevgenija Rodinová

Následující hráčky postoupily z kvalifikace:
- Hailey Baptisteová
- Louisa Chiricová
- Kayla Dayová
- Anna-Lena Friedsamová
- Sabine Lisická
- Paula Ormaecheaová
- Katherine Sebovová
- Sachia Vickeryová

### Odhlášení
před zahájením turnaje
- Amanda Anisimovová → nahradila ji  Anna Bondárová
- Elisabetta Cocciarettová → nahradila ji  Dalma Gálfiová
- Anett Kontaveitová → nahradila ji   Jevgenija Rodinová
- Jeļena Ostapenková → nahradila ji  Julia Grabherová
- Alison Riskeová-Amritrajová → nahradila ji  Cristina Bucșová
- Aryna Sabalenková → nahradila ji   Diana Šnajderová
- Martina Trevisanová → nahradila ji  Madison Brengleová

## Ženská čtyřhra

### Nasazení
| Stát                                                                       | Hráčka                      | Stát      | Hráčka          | WTA | Nasazení |
| -------------------------------------------------------------------------- | --------------------------- | --------- | --------------- | --- | -------- |
| Mexiko                                                                     | Giuliana Olmosová           | Japonsko  | Ena Šibaharaová | 31. | 1.       |
| Francie                                                                    | Kristina Mladenovicová      | Čína      | Čang Šuaj       | 38. | 2.       |
| USA                                                                        | Caroline Dolehideová        | Austrálie | Storm Hunterová | 49. | 3.       |
| USA                                                                        | Nicole Melichar-Martinezová | USA       | Alycia Parksová | 57. | 4.       |
| Žebříček WTA k 20. březnu 2023; číslo je součtem umístění obou členek páru |                             |           |                 |     |          |

### Jiné formy účasti
Následující páry obdržely divokou kartu do hlavní soutěže:
- Leylah Fernandezová  /  Taylor Townsendová
- Bethanie Matteková-Sandsová  /  Shelby Rogersová

## Přehled finále

### Ženská dvouhra
- Ons Džabúrová vs.  Belinda Bencicová, 7–6(8–6), 6–4

### Ženská čtyřhra
- Danielle Collinsová /  Desirae Krawczyková vs.  Giuliana Olmosová /  Ena Šibaharaová, 0–6, 6–4, [14–12]